# Metódio III de Constantinopla
Metódio III de Constantinopla (em grego: Μεθόδιος Γ'; m. 1679), dito Moronis ou Maronis (em grego: Μορώνης / Μαρώνης), foi patriarca ecumênico de Constantinopla entre 1668 e 1671.

## História
Natural de Creta, Metódio serviu na Igreja da Teótoco de Chrysopigi em Gálata, em Istambul. Em 1646, foi eleito bispo metropolitano de Heracleia Perinto e, em 5 de janeiro de 1668, patriarca ecumênico no lugar de Clemente, deposto pelo sultão Maomé IV, o Caçador.
Porém, como antigo patriarca Partênio era contrário à sua eleição, Metódio foi forçado a renunciar em março de 1671 e a se retirar primeiro para o Mosteiro de Nea Moni, em Quios e depois para o Mosteiro de Strofades em Zacinto. Em 1677, Metódio foi para Veneza e passou a servir à comunidade grega da cidade na igreja de San Giorgio dei Greci, onde permaneceu até morrer em 1679.